# Hohlstieliger Täubling
Der Hohlstielige oder Weißtannentäubling (Russula cavipes) ist ein Pilz aus der Familie der Täublingsverwandten. Er wächst vor allem unter Weißtannen. Es handelt sich um eine scharfe Art mit einem sehr süßen, safranartigen Geruch und einer schönen, blauvioletten Hutfarbe.

## Merkmale

### Makroskopische Merkmale
Der ziemlich robuste Hut ist 5–8 (10) cm breit und zuerst halbkugelig, dann gewölbt, und bald flach ausgebreitet. Im Alter ist er leicht niedergedrückt. Die Hutmitte kann bisweilen auch leicht gebuckelt sein. Die Hutfarbe ist variabel, oft fast purpurrot oder trüb rosa bis violettlich, grünlich bis olivfarben, graulila oder schieferviolett. Die Mitte ist meist dunkler gefärbt. Der Hutrand bleibt lange Zeit blass. Er ist recht dünn, wellig gelappt und meist deutlich höckerig gerieft. Die Huthaut ist glatt und jung feucht schmierig glänzend. Später ist sie trocken und glanzlos und lässt sich bis zur Hälfte oder mehr abziehen.
Die entfernt stehenden, schlanken Lamellen sind abgerundet angeheftet und häufig adrig verbunden (anastomosierend). Sie sind elfenbeinweiß bis blass cremefarben, leicht gilbend und rostgelb fleckend. Sie haben einen scharfen Geschmack.
Der weißliche Stiel ist 2–8 cm lang und 0,5–2,5 cm breit. Er ist brüchig und leicht keulig angeschwollen. Er wird schon bald schwammig, dann hohlkammrig und ist im Alter meist hohl. Besonders an der Basis neigt der Stiel zum Gilben. Beim Liegen über Nacht verfärbt er sich meist honig- bis safrangelb.
Das Fleisch ist dünn, weich und zerbrechlich. Beim jungen Pilz ist es weiß, neigt aber zum Gilben. Der Geruch ist süßlich bis safranartig, manchmal auch ähnlich wie beim Wechselfarbigen Spei-Täubling (Russula fragilis) oder riecht leicht nach Geranien oder Äpfeln. Der Geschmack ist brennend scharf.
Das Fleisch verfärbt sich nicht mit Guajak, reagiert aber sofort mit Ammoniak und verfärbt sich dabei rosarot, besonders an den Lamellen.

### Mikroskopische Merkmale
Die Sporen sind 7,5–11 µm lang und 7–8 µm breit. Die Warzen sind teilweise netzig oder fast dornig bis gratig verbunden. Die Warzen können fast bis zu 1 µm lang werden. Der Apiculus ist 1,25–1,5 µm lang und 1–1,25 µm breit. Der Hilarfleck ist mehr oder weniger abgerundet oder unregelmäßig und etwa 3,5–3,75 µm lang und 2,25–3 µm breit. Er ist deutlich amyloid.
Die Basidien sind bis zu 50 (55) µm lang, wie bei den Sardoninae. Die Zystiden bis 100 µm lang und 10–12 µm breit. Die Pileozystiden sind 0–1-sepiert und zylindrisch an der Spitze verlängert.

## Artabgrenzung
Ändere Täublinge aus der Sektion Violaceinae können sehr ähnlich aussehen und sind oft nur schwer zu unterscheiden. Der hohle, gilbende Stiel, die rosarote Ammoniakreaktion und die negative Guajakreaktion sowie das Vorkommen unter Nadelbäumen sind wichtige Merkmale, mit deren Hilfe man den Täubling recht gut von den anderen Vertretern der Sektion unterscheiden kann.
Der sehr formenreiche Wechselfarbige Spei-Täubling kann ebenfalls sehr ähnlich aussehen. Er hat ein eher weißes Sporenpulver, gezähnte Lamellenschneiden und einen ziemlich typischen Bonbongeruch.
Die ebenfalls violetthütigen Vertreter aus der Sektion Tenellae können ebenfalls ähnlich sein, besonders der Vielfarbige Täubling und eventuell die stärker violetthütigen und kleineren Formen des Violettbraunen Täublings. Beide Arten schmecken mehr oder weniger mild.
- Beim Vielfarbigem Täubling (Russula versicolor) können zumindest junge Exemplare einen schärflichen Geschmack haben. Die Sporen haben sehr niedrige Warzen, die in typischer Weise zickzackartig miteinander verbunden sind. Auch das Sporenpulver ist dunkler und mehr cremeocker gefärbt.
- Der Violettbraune Täubling (Russula brunneoviolacea) ist normalerweise viel größer und hat mildes Fleisch. Unter der Lupe sind auf seiner Huthaut rostbraune Flecken erkennbar.[2]

## Ökologie und Verbreitung

Europäische Länder mit Fundnachweisen des Hohlstieligen Täublings.
Legende:
Länder mit Fundmeldungen
Länder ohne Nachweise
keine Daten
außereuropäische Länder

Wie alle Täublinge ist auch der Hohlstielige Täubling ein Mykorrhizapilz, der vor allem mit Fichten (Picea abies) und Weißtannen (Abies alba) eine symbiotische Beziehung eingeht. Man findet den Pilz meist in Bergnadelwäldern auf feuchten und sauren Böden. Mitunter kann man ihn auch im Torfmoos finden. Die Fruchtkörper erscheinen von August bis November.
Bei dem Täubling handelt es sich um eine seltene, rein europäische Art.
In Deutschland steht die Art auf der Roten Liste in der Gefährdungskategorie RL3. Sie kommt hauptsächlich in Baden-Württemberg und Bayern vor. In den anderen Bundesländern ist sie viel seltener oder fehlt ganz.

## Systematik

### Infragenerische Systematik
Der Weißtannentäubling wird von M. Bon in die Sektion Violaceinae gestellt. Die Sektion enthält scharf schmeckende, ziemlich zerbrechliche, kleine Arten, die meist ein cremefarbenes Sporenpulver und oft einen sehr charakteristischen Geruch haben.

### Unterarten und Varietäten
- Russula cavipes var. abietina   Bon

Der Hut ist 2–5 cm breit, violett (grünlich oder lila) mit gelblichen Entfärbungen. Der Rand ist gerieft, die Huthaut glänzend und bis zu 1/3 abziehbar. Die Lamellen sind an der Schneide und zum Stielansatz hin intensiv gelb, sogar orange gefärbt. Auch die Stielbasis gilbt stark. Das Fleisch riecht nach Geranienblättern und hat einen scharfen Geschmack. Das Sporenpulver ist weißlich. Die makrochemischen Reaktionen sind wie bei der Typart. Man kann die Varietät unter Tannen und Buchen auf mehr oder weniger kalkreichen Böden finden.
Die Sporen haben über 1 µm hohe, stachlige Warzen und sind häufig sehr unvollständig netzig verbunden, manchmal nur gratig. Die Zystiden sind selten oder kurz und bauchig, dabei 40–60 µm lang und 12–15 (18) µm breit. Die Pileozystiden sind 1–3-septiert.

## Bedeutung
Wie alle Täublinge aus der Sektion Violaceinae ist der Hohlstiel-Täubling ungenießbar oder schwach giftig.